# Maleit-See
Der Maleit-See (engl. Lake Maleit) liegt im südsudanesischen Bundesstaat Warrap, umfasst eine Fläche von 250 km² und dient der Bevölkerung als Fischgrund.

## Lage
Der See liegt rund 20 Kilometer südlich des Ortes Warrap und rund 75 Kilometer östlich von Wau. Er befindet sich in einem kleinen endorheischen Becken, ist maximal ca. 4 Meter tief und von Sumpfland und jahreszeitlich überschwemmtem Gebiet umgeben.